# Morrie
Motoyuki Ōtsuka (大塚基之, Ōtsuka Motoyuki), (Tatsuno, 4 de março de 1964) conhecido exclusivamente por  Morrie, é um cantor e compositor japonês, mais conhecido por ser o vocalista e co-fundador da banda de heavy metal Dead End, ativa de 1984 até 1990. Após o fim da banda, ele mudou-se para Nova Iorque e iniciou sua carreira solo, mas entrou em hiato em meados de 1995. Retornou as atividades em 2005 com o projeto solo Creature Creature, onde colabora com vários músicos japoneses conhecidos. Se reuniu com o Dead End quatro anos depois, em 2009, e lançou seu primeiro álbum solo em vinte anos em 2015.

## Carreira

### 1980–1984: Início
Morrie se juntou a sua primeira banda quando estava no segundo ano do ensino médio, The Wild. Era uma banda cover que tocava músicas de artistas como Queen e The Police. Mais tarde, ele deixou o The Wild e se juntou à banda de heavy metal Liar em 1983. No verão de 1984, Liar estava intensamente fazendo turnês pela cena underground japonesa e, como resultado, estava começando a desenvolver um pequeno grupo de fãs. Apesar disso, no entanto, Liar acabou se separando no outono de 1984.

### 1984–1995: Dead End e carreira solo
Em dezembro de 1984, Morrie formou o Dead End ao lado de seus colegas de banda no Liar, Takahiro Kagawa, Tadashi "Crazy Cool Joe" Masumoto e Masaaki Tano e no ano seguinte fizeram seu primeiro show ao vivo, que reuniu cerca de 470 espectadores. Desta formação, apenas ele e Joe permaneceram e Yuji "You" Adachi e Masafumi Minato se juntaram a eles em 1987, pouco antes de assinarem um contrato importante com a Victor Entertainment. Em 1986, embarcaram em uma turnê nacional e venderam mais de 20 mil cópias de seus álbuns. Embora tenham alcançado apenas um sucesso comercial limitado em sua terra natal até o fim do Dead End janeiro de 1990, eles conseguiram um contrato com uma gravadora americana e suas músicas e vídeos foram transmitidos na MTV e estações de rádio estrangeiras. A aparência visual distinta de Morrie e seu estilo vocal áspero inspiraram muitos músicos proeminentes do movimento visual kei, como Ryuichi, Hyde, Kiyoharu, entre outros.
Após o Dead End se separar em 1990, Morrie iniciou sua carreira solo e foi morar em Nova York. Ele colaborou nas produção de Roli Mosimann e em Infected e Mind Bomb do The The. No final das contas, Mosimann produziu todos os três álbuns de estúdio solo de Morrie. Seu primeiro lançamento solo foi o single "Paradox" em 21 de outubro de 1990, e exatamente um mês depois seu primeiro álbum solo, "Ignorance", foi publicado. Nos cinco anos seguintes, ele lançou mais alguns singles (seu segundo, "Shisen no Kairaku", trazia um cover de "In My Room" dos The Walker Brothers) e mais dois álbuns de estúdio, Romantic na, Amari ni Romantic na em 1992 e Kage no Kyoen em 1995, antes de desaparecer dos olhos do público por quase dez anos.

### 2005–2012: Retorno à música e Creature Creature
Em 2005, o álbum de grandes êxitos solo de Morrie, Ectoplasm, foi lançado e marcou seu retorno à carreira musica. No final do ano ele anunciou a formação de sua banda de rock Creature Creature, que incluía o baixista Tetsuya (do L'Arc~en~Ciel), o guitarrista Minoru Kojima (do The Mad Capsule Markets) e o baterista Shinya Yamada (do Luna Sea). Eles se apresentaram secretamente no evento de fim de ano Danger IV no Nippon Budokan. Em 2006, três singles foram lançados no mesmo dia de julho e, em 30 de agosto, seu primeiro álbum de estúdio Light & Lust foi lançado pela Danger Crue Records. Durante a gravação do álbum, Morrie foi acompanhado pelos membros do Dead End You, Minato e Joe, e seu produtor Hajime Okano, que contribuiu com várias canções. Morrie disse que foi um momento comovente para ele sobre o encontro contou que "Eu estava curioso para saber que tipo de músico e pessoa eles se tornaram. Depois que eles tocaram, comecei a pensar que uma reunião do Dead End seria extraordinária". A banda se apresentou apenas duas vezes naquele ano, no próximo evento Danger V e no show Light & Lust no Shibuya-AX em dezembro.
Permaneceu inativo por mais dois anos, até junho de 2009, quando dois shows do Creature Creature em Tóquio e Osaka foram realizados iniciando a série de turnês Simone and the Wrath, mas com uma formação totalmente diferente, apresentando o guitarrista Hiro (do La'cryma Christi), o guitarrista Shinobu (da Guy's Family), o baixista Hitoki (do Kuroyume) e o baterista Sakura (do L'Arc~en~Ciel).
Já em agosto, Morrie e os outros membros do Dead End se reuniram e fizeram seu primeiro show em quase vinte anos. Em novembro, eles lançaram seu novo álbum e não pararam as atividades nos anos seguintes. Em dezembro, com o Creature Creature, Morrie fez dois shows em Xangai, China, e se apresentou nos eventos Jack in the Box e Beat Shuffle no Nippon Budokan e Omiya Sonic City, respectivamente.
Em 21 de julho de 2010, o segundo álbum de estúdio do Creature Creature, Inferno, foi lançado e ao longo deste e do próximo ano eles realizaram as turnês menores Purgatory, Inferno e Paradise. O single "Psyche Telos" foi lançado em 12 de junho de 2011 pela Psyche Records, uma gravadora de propriedade de Morrie. Em setembro, eles embarcaram na turnê Exorcising Orpheus e lançaram um vídeo do show ao vivo de mesmo nome gravado no final da turnê Paradise. Nos meses de junho e agosto de 2012, os singles "Rakuen/Ataraxia" e "Kurumeki/Sexus", assim como a turnê Sodom e Gomorah, foram acompanhados pelo lançamento no dia 17 de outubro do terceiro álbum de estúdio da banda, Phantoms.

### 2012–presente: Retorno à carreira solo
Em 2012, Morrie realizou seu primeiro concerto solo ao vivo em vinte anos. Extasis foi realizado em seu aniversário, onde interpretou canções antigas e novas. No ano seguinte, ele realizou o aniversário de A Nostalgia do Infinito e dois shows de Nowhere Nobody. Em 2014, em seu quinquagésimo aniversário, foi realizado o terceiro concerto de aniversário consecutivo, Now I Here Eternity, com Sugizo, Kiyoharu, You e Joe como convidados especiais. Em maio foi seguido pelo show Boys of the Flesh. Em 25 de dezembro de 2014 foi pré-lançado o quarto álbum de estúdio de Morrie, Hard Core Reveire, e o primeiro em quase vinte anos. Geralmente foi lançado em 21 de janeiro de 2015 no selo indie de Morrie Nowhere Music. A música do álbum é exclusivamente experimental, enquanto o conceito é que a realidade é um sonho, uma ilusão hardcore de acordar. No dia 4 de março, foi lançada uma obra comemorativa de meio século limitada a 500 exemplares Book of M: From Nowhere To Nowhere baseada no conceito "do nascimento à morte", acompanhada de um DVD de 25 minutos. Ao longo dos anos, ele continuou a realizar seus shows solo solo Solitude.
Morrie participou de três músicas do álbum Lost in Forest de Aoki Yutaka e também participou do álbum Oneness M, de Sugizo na canção "Hikari no Hate", a qual ele também contribuiu com a letra. Em 15 de março de 2017, o Creature Creature lançou seu quarto álbum de estúdio Death is a Flower, e a banda realizou a segunda parte de sua turnê entre dezembro de 2016 e março de 2017. Porque eles sentiram que tinham um "círculo completo" conceitualmente com Death is a Flower, e porque Morrie queria se concentrar em suas atividades solo, o Creature Creature entrou em hiato após 8 de julho de 2018.
Em 27 de agosto de 2017, Morrie apresentou um show solo intimista no Kraine Theatre em Nova York. Foi sua primeira apresentação solo oficial ao vivo fora do Japão. Ele reprisou a apresentação no Kraine Theatre em 31 de janeiro de 2018, com uma terceira apresentação agendada para 26 de agosto como parte de sua turnê solo Morrie the Universe "Solitude" Season 6, que começou em setembro. Seu quinto álbum solo de estúdio, In The Shining Wilderness, foi lançado em 19 de abril, seguido por uma turnê solo com uma banda em fevereiro e março, e então até dezembro de 2019 por sua 7ª série solo de turnê Solitude.

## Estilo musical e poético
As letras de Morrie ao longo de sua carreira foram inspiradas por questões filosóficas sobre o ser humano, eu, o bem e o mal, a justiça, a verdade, a beleza, assim como aquelas pessoas que dedicaram suas vidas tentando resolvê-las. Comparado a Dead End, em Creature Creature, ele explora livremente suas ideias com outros músicos e a criação é "mais centrípeta com conteúdo lírico evocado por questões filosóficas de ser e o que sou eu". Na música clássica, ele gosta especialmente de Richard Wagner e Johann Sebastian Bach.

## Legado
Diversos músicos japoneses contaram terem sido influenciados por Morrie e se inspirado em seu estilo, como Ryuichi Kawamura (Luna Sea), Kiyoharu (Kuroyume) e Hyde (L'Arc~en~Ciel).

## Discografia
Álbuns de estúdio
- Ignorance (21 de novembro de 1990)
- Romantic na, Amari ni Romantic na (ロマンティックな、余りにロマンティックな, 21 de abril de 1992)
- Kage no Kyoen (影の饗宴, 21 de janeiro de 1995)
- Hard Core Reverie (21 de janeiro de 2015) Posição de pico na Oricon N° 252[46]
- In the Shining Wilderness (光る曠野, 19 de abril de 2019)